# Sphyriocephalus viridis
Sphyriocephalus viridis is een lintworm (Platyhelminthes; Cestoda). De worm is tweeslachtig. De soort leeft als parasiet in andere dieren.
Het geslacht Sphyriocephalus, waarin de lintworm wordt geplaatst, wordt tot de familie Sphyriocephalidae gerekend. De wetenschappelijke naam van de soort werd voor het eerst geldig gepubliceerd in 1854 door Wagener.